# Thailand Open 2011 - Qualificazioni singolare
Le qualificazioni del singolare  del Thailand Open 2011 sono state un torneo di tennis preliminare per accedere alla fase finale della manifestazione. I vincitori dell'ultimo turno sono entrati di diritto nel tabellone principale. In caso di ritiro di uno o più giocatori aventi diritto a questi sono subentrati i lucky loser, ossia i giocatori che hanno perso nell'ultimo turno ma che avevano una classifica più alta rispetto agli altri partecipanti che avevano comunque perso nel turno finale.

## Giocatori

### Teste di serie
1. Rainer Schüttler (ultimo turno)
2. Gō Soeda (qualificato)
3. Simone Bolelli (qualificato)
4. Illja Marčenko (ultimo turno)

1. Amir Weintraub (ultimo turno)
2. Greg Jones (qualificato)
3. Stéphane Bohli (ultimo turno)
4. Marco Chiudinelli (qualificato)

### Qualificati
1. Greg Jones
2. Gō Soeda

1. Simone Bolelli
2. Marco Chiudinelli

## Tabellone qualificazioni

### Sezione 1
|  | Primo turno    | Primo turno      | Primo turno      | Primo turno      | Primo turno |  |  | Secondo turno | Secondo turno    | Secondo turno    | Secondo turno | Secondo turno |   |   | Ultimo turno | Ultimo turno     | Ultimo turno     | Ultimo turno | Ultimo turno |  |
|  |                |                  |                  |                  |             |  |  |               |                  |                  |               |               |   |   |              |                  |                  |              |              |  |
|  |                |                  |                  |                  |             |  |  |               |                  |                  |               |               |   |   |              |                  |                  |              |              |  |
|  |                |                  |                  |                  |             |  |  | 1             | Rainer Schüttler | Rainer Schüttler | 5             |               |   |   |              |                  |                  |              |              |  |
|  | Pongsiri Niroj | Pongsiri Niroj   | Pongsiri Niroj   | 3                | 3           |  |  |               | Oliver Marach    | Oliver Marach    | 1             | r             |   |   |              |                  |                  |              |              |  |
|  | Oliver Marach  | Oliver Marach    | Oliver Marach    | 6                | 6           |  |  |               |                  |                  |               |               |   |   | 1            | Rainer Schüttler | Rainer Schüttler | 3            | 2            |  |
|  | WC             | Aviruth Phaphui  | Aviruth Phaphui  | Aviruth Phaphui  | w/o         |  |  |               |                  | 6                | Greg Jones    | Greg Jones    | 6 | 6 |              |                  |                  |              |              |  |
|  |                | Kelsey Stevenson | Kelsey Stevenson | Kelsey Stevenson |             |  |  | WC            | Aviruth Phaphui  | Aviruth Phaphui  | 1             | 3             |   |   |              |                  |                  |              |              |  |
|  |                |                  |                  |                  |             |  |  | 6             | Greg Jones       | Greg Jones       | 6             | 6             |   |   |              |                  |                  |              |              |  |
|  |                |                  |                  |                  |             |  |  |               |                  |                  |               |               |   |   |              |                  |                  |              |              |  |

### Sezione 2
|  | Primo turno          | Primo turno          | Primo turno          | Primo turno          | Primo turno |  |  | Secondo turno | Secondo turno    | Secondo turno    | Secondo turno  | Secondo turno |   |   | Ultimo turno | Ultimo turno | Ultimo turno | Ultimo turno | Ultimo turno |  |
|  |                      |                      |                      |                      |             |  |  |               |                  |                  |                |               |   |   |              |              |              |              |              |  |
|  |                      |                      |                      |                      |             |  |  |               |                  |                  |                |               |   |   |              |              |              |              |              |  |
|  |                      |                      |                      |                      |             |  |  | 2             | Gō Soeda         | Gō Soeda         | 6              | 7             |   |   |              |              |              |              |              |  |
|  | Ashley Fisher        | Ashley Fisher        | Ashley Fisher        | 2                    | 2           |  |  |               | Jose Statham     | Jose Statham     | 1              | 5             |   |   |              |              |              |              |              |  |
|  | Jose Statham         | Jose Statham         | Jose Statham         | 6                    | 6           |  |  |               |                  |                  |                |               |   |   | 2            | Gō Soeda     | 6            | 0            | 7            |  |
|  | Weerapat Doakmaiklee | Weerapat Doakmaiklee | Weerapat Doakmaiklee | Weerapat Doakmaiklee |             |  |  |               |                  | 7                | Stéphane Bohli | 4             | 6 | 5 |              |              |              |              |              |  |
|  | Evgenij Kirillov     | Evgenij Kirillov     | Evgenij Kirillov     | Evgenij Kirillov     | w/o         |  |  |               | Evgenij Kirillov | Evgenij Kirillov | 3              | 4             |   |   |              |              |              |              |              |  |
|  |                      |                      |                      |                      |             |  |  | 7             | Stéphane Bohli   | Stéphane Bohli   | 6              | 6             |   |   |              |              |              |              |              |  |
|  |                      |                      |                      |                      |             |  |  |               |                  |                  |                |               |   |   |              |              |              |              |              |  |

### Sezione 3
|  | Primo turno | Primo turno          | Primo turno          | Primo turno | Primo turno |  |  | Ultimo turno | Ultimo turno   | Ultimo turno   | Ultimo turno | Ultimo turno |  |
|  |             |                      |                      |             |             |  |  |              |                |                |              |              |  |
|  | 3           | Simone Bolelli       | Simone Bolelli       | 6           | 6           |  |  |              |                |                |              |              |  |
|  |             | Warut Korkiatthaworn | Warut Korkiatthaworn | 2           | 2           |  |  | 3            | Simone Bolelli | Simone Bolelli | 6            | 6            |  |
|  |             | Warit Sornbutnark    | Warit Sornbutnark    | 4           | 1           |  |  | 5            | Amir Weintraub | Amir Weintraub | 4            | 2            |  |
|  | 5           | Amir Weintraub       | Amir Weintraub       | 6           | 6           |  |  |              |                |                |              |              |  |

### Sezione 4
|  | Primo turno | Primo turno                 | Primo turno                 | Primo turno                 | Primo turno |  |  | Secondo turno | Secondo turno     | Secondo turno | Secondo turno     | Secondo turno     |    |   | Ultimo turno | Ultimo turno   | Ultimo turno   | Ultimo turno | Ultimo turno |  |
|  |             |                             |                             |                             |             |  |  |               |                   |               |                   |                   |    |   |              |                |                |              |              |  |
|  |             |                             |                             |                             |             |  |  |               |                   |               |                   |                   |    |   |              |                |                |              |              |  |
|  |             |                             |                             |                             |             |  |  | 4             | Illja Marčenko    | 63            | 6                 | 6                 |    |   |              |                |                |              |              |  |
|  | WC          | Dane Chuntraruk             | Dane Chuntraruk             | Dane Chuntraruk             | w/o         |  |  | WC            | Dane Chuntraruk   | 7             | 3                 | 3                 |    |   |              |                |                |              |              |  |
|  | WC          | Wishaya Trongcharoenchaikul | Wishaya Trongcharoenchaikul | Wishaya Trongcharoenchaikul |             |  |  |               |                   |               |                   |                   |    |   | 4            | Illja Marčenko | Illja Marčenko | 67           | 0            |  |
|  |             | Frank Moser                 | 6                           | 4                           | 6           |  |  |               |                   | 8             | Marco Chiudinelli | Marco Chiudinelli | 79 | 6 |              |                |                |              |              |  |
|  | WC          | Kong Pop Lertchai           | 1                           | 6                           | 4           |  |  |               | Frank Moser       | 1             | 1                 | r                 |    |   |              |                |                |              |              |  |
|  |             |                             |                             |                             |             |  |  | 8             | Marco Chiudinelli | 6             | 1                 |                   |    |   |              |                |                |              |              |  |
|  |             |                             |                             |                             |             |  |  |               |                   |               |                   |                   |    |   |              |                |                |              |              |  |